# Птелея трёхлистная
Птелея трёхлистная (лат. Ptelea trifoliata) — вид листопадных деревянистых растений семейства Рутовых, произрастающих в Северной Америке.

## Распространение и экология
Встречается в Северной Америке: на юге Канады, на востоке и юге США и в Мексике.
Растение засухоустойчиво и теневыносливо. Естественно произрастает в USDA-зонах 4a—10b. В некоторых источниках сообщается, что оно может также расти в USDA-зоне 3 (примерно до -40°C).

## Ботаническое описание

Ботаническая иллюстрация в книге Traité des arbres et arbustes que l'on cultive en France en pleine terre, 1801—1819

Листопадный кустарник или небольшое дерево высотой 4—8 м с шаровидной или зонтичной формой кроны.
Кора серо-коричневая. В молодом возрасте гладкая, в дальнейшем покрывается неглубокими трещинами и начинает отслаиваться чешуйками.
Листья тройчатые, ароматные. Листочки ланцетные или яйцевидные, цельнокрайные или мелкозубчатые, гладкие, длиной 5—15 см, усеяны очень мелкими желёзками. Верхушечный листочек крупнее боковых и имеет черешок. Боковые без черешка и слегка асимметричные. Общелистовой черешок имеет длину 5—10 см. Листья осенью желтеют.
Цветки однополые, двудомные, небольшого размера; собраны в короткие, округлые метельчатые соцветия. Чашечка из 4—5 зелёных чашелистиков, венчик из такого же числа белых лепестков. Мужские цветки содержат 4—5 тычинок, женские — один пестик с двух- или трёхгнёздной завязью и 4—5 стаминодиев. Цветки источают заметный приятный аромат. Цветение происходит в конце весны или в первой половине лета.
Плод представляет собой крылатку, имеющую вид диска с 2 семенами посередине. Внешне схож с крылатками вяза, но отличается большей толщиной и твёрдостью крыла и более выпуклым семенным карманом. Иногда плод имеет 3 крыла, расположенные Y-образно, и 3 семени внутри Плодоношение происходит осенью.
Число хромосом: 2n = 42.

## Значение и применение

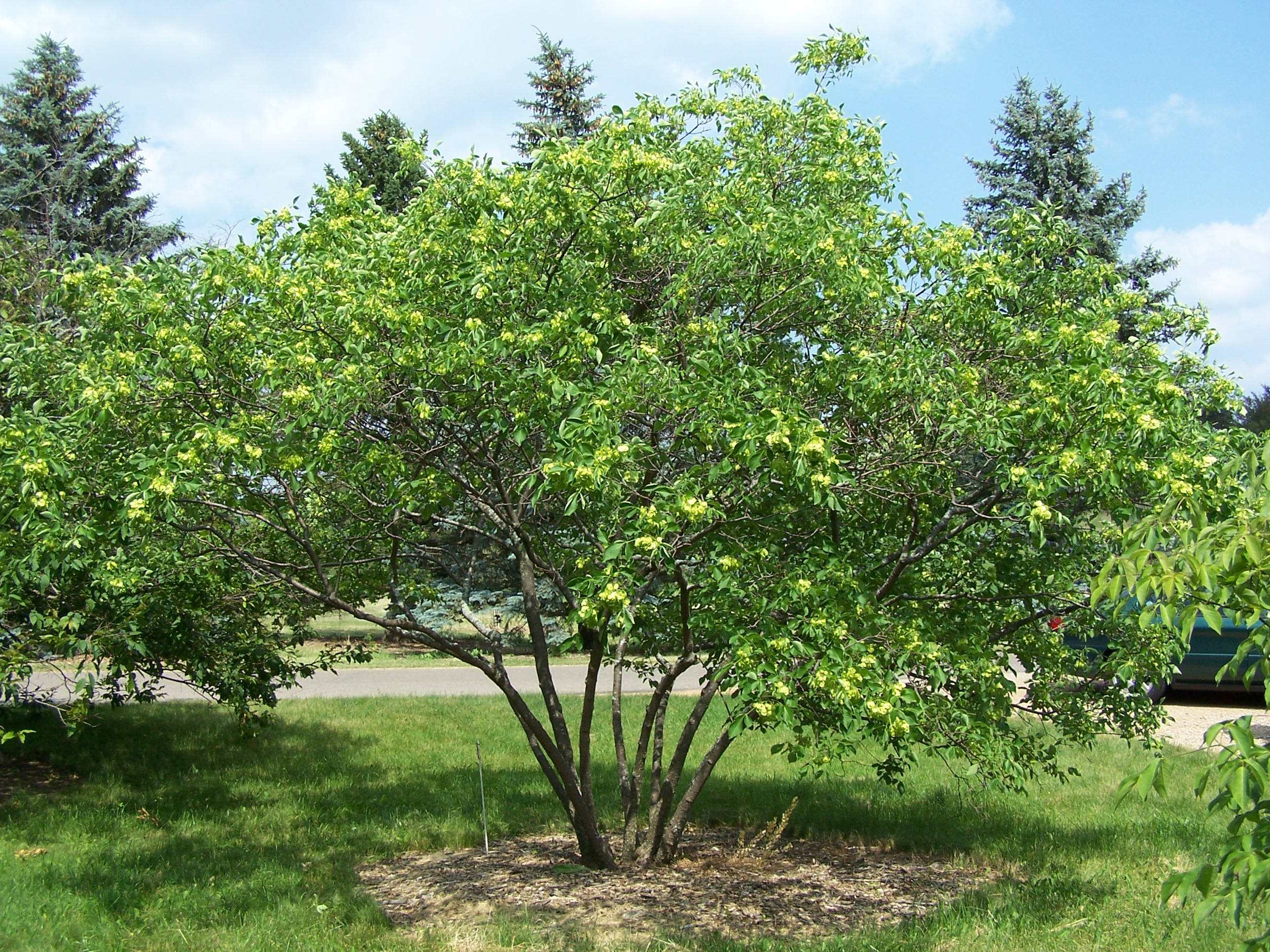
Внешний вид растения

Птелея трёхлистная может применяться в качестве декоративного растения. Крона обычно существенно приподнята над поверхностью земли как у деревьев, что выделяет это растение на фоне многих других кустарников аналогичных размеров. Листья не отличаются уникальностью строения, но привлекательны своей ровной формой и гладкостью поверхности. Цветение не достаточно интересное, чтобы назвать кустарник красивоцветущим, но цветки имеют приятный аромат, ощущаемый на расстоянии. Плоды-крылатки более крупные, чем у вяза, и сохраняются на дереве гораздо дольше, могут украшать растение даже зимой. В целом птелея не отличается высокой яркостью своих черт, характеризуется сдержанной декоративностью.
Также птелея является неплохим медоносом, как и её близкие родственники: бархат и тетрадиум (эводия).
В ГБС РАН в Москве присутствует с 1938 года, растёт кустарником средних размеров, цветёт в июне—июле, плодоносит в сентябре, плодоносить начинает с 7 лет, иногда немного обмерзает (зимостойкость II).

## Фотографии
| |  |  |  |  |
| Слева направо: женские цветки, мужские цветки, цветение, плодоношение, изображение в книге "American Medicinal Plants" (1887) |  |  |  |  |